# Азијско првенство у одбојци за жене
Азијско првенство у одбојци за жене је међународно такмичење у ком учествују тимови из Азије и Океаније.

## Резултати
| Година      | Домаћин                           |                                    | Финале                             | Финале                             | Финале                             |                                    | Меч за 3. место                    | Меч за 3. место                    | Меч за 3. место                    |                                    | Број тимова |
| Година      | Домаћин                           | 1. место                           | Резултат                           | 2. место                           | 3. место                           | Резултат                           | 4. место                           |                                    |                                    |                                    | Број тимова |
| ----------- | --------------------------------- | ---------------------------------- | ---------------------------------- | ---------------------------------- | ---------------------------------- | ---------------------------------- | ---------------------------------- | ---------------------------------- | ---------------------------------- | ---------------------------------- | ----------- |
| 1975 Детаљи | Мелбурн                           | Јапан                              | Бергеров систем                    | Јужна Кореја                       | Кина                               | Бергеров систем                    | Аустралија                         | 5                                  |                                    |                                    |             |
| 1979 Детаљи | Хонгконг                          | Кина                               | Бергеров систем                    | Јапан                              | Јужна Кореја                       | Бергеров систем                    | Аустралија                         | 7                                  |                                    |                                    |             |
| 1983 Детаљи | Фукуока                           | Јапан                              | Бергеров систем                    | Кина                               | Јужна Кореја                       | Бергеров систем                    | Кинески Тајпеј                     | 9                                  |                                    |                                    |             |
| 1987 Детаљи | Шангај                            | Кина                               | 3:0                                | Јапан                              | Јужна Кореја                       | 3:0                                | Нови Зеланд                        | 11                                 |                                    |                                    |             |
| 1989 Детаљи | Хонгконг                          | Кина                               | 3:0                                | Јужна Кореја                       | Јапан                              | 3:1                                | Кинески Тајпеј                     | 10                                 |                                    |                                    |             |
| 1991 Детаљи | Бангкок                           | Кина                               | 3:0                                | Јапан                              | Јужна Кореја                       | 3:0                                | Северна Кореја                     | 14                                 |                                    |                                    |             |
| 1993 Детаљи | Шангај                            | Кина                               | 3:0                                | Јапан                              | Јужна Кореја                       | 3:1                                | Кинески Тајпеј                     | 14                                 |                                    |                                    |             |
| 1995 Детаљи | Чијанг Мај                        | Кина                               | Бергеров систем                    | Јужна Кореја                       | Јапан                              | Бергеров систем                    | Кинески Тајпеј                     | 9                                  |                                    |                                    |             |
| 1997 Детаљи | Манила                            | Кина                               | Бергеров систем                    | Јужна Кореја                       | Јапан                              | Бергеров систем                    | Кинески Тајпеј                     | 9                                  |                                    |                                    |             |
| 1999 Детаљи | Хонгконг                          | Кина                               | Бергеров систем                    | Јужна Кореја                       | Јапан                              | Бергеров систем                    | Тајланд                            | 9                                  |                                    |                                    |             |
| 2001 Детаљи | Након Рачасима                    | Кина                               | 3:0                                | Јужна Кореја                       | Тајланд                            | 3:2                                | Јапан                              | 9                                  |                                    |                                    |             |
| 2003 Детаљи | Хо Ши Мин                         | Кина                               | 3:0                                | Јапан                              | Јужна Кореја                       | 3:1                                | Тајланд                            | 10                                 |                                    |                                    |             |
| 2005 Детаљи | Тајцанг                           | Кина                               | 3:0                                | Казахстан                          | Јапан                              | 3:0                                | Јужна Кореја                       | 12                                 |                                    |                                    |             |
| 2007 Детаљи | Након Рачасима                    | Јапан                              | Бергеров систем                    | Кина                               | Тајланд                            | Бергеров систем                    | Јужна Кореја                       | 13                                 |                                    |                                    |             |
| 2009 Детаљи | Ханој                             | Тајланд                            | 3:1                                | Кина                               | Јапан                              | 3:0                                | Јужна Кореја                       | 14                                 |                                    |                                    |             |
| 2011 Детаљи | Тајпеј                            | Кина                               | 3:1                                | Јапан                              | Јужна Кореја                       | 3:2                                | Тајланд                            | 14                                 |                                    |                                    |             |
| 2013 Детаљи | Након Рачасима                    | Тајланд                            | 3:0                                | Јапан                              | Јужна Кореја                       | 3:2                                | Кина                               | 16                                 |                                    |                                    |             |
| 2015 Детаљи | Тјенцин                           | Кина                               | 3:0                                | Јужна Кореја                       | Тајланд                            | 3:0                                | Кинески Тајпеј                     | 14                                 |                                    |                                    |             |
| 2017 Детаљи | Бињан / Мунтинлупа                | Јапан                              | 3:2                                | Тајланд                            | Јужна Кореја                       | 3:0                                | Кина                               | 14                                 |                                    |                                    |             |
| 2019 Детаљи | Сеул                              | Јапан                              | 3:1                                | Тајланд                            | Јужна Кореја                       | 3:0                                | Кина                               | 13                                 |                                    |                                    |             |
| 2021 Детаљи | Сан Фернандо / Анхелес / Олонгапо | Отказано због пандемије ковида 19. | Отказано због пандемије ковида 19. | Отказано због пандемије ковида 19. | Отказано због пандемије ковида 19. | Отказано због пандемије ковида 19. | Отказано због пандемије ковида 19. | Отказано због пандемије ковида 19. | Отказано због пандемије ковида 19. | Отказано због пандемије ковида 19. |             |
| 2023 Детаљи | Након Рачасима                    | Тајланд                            | 3:2                                | Кина                               |                                    | Јапан                              | 3:2                                | Вијетнам                           |                                    | 14                                 |             |

## Успешност репрезентација
| Репрезентација | 1. место                                                                          | 2. место                                     | 3. место                                                        |
| -------------- | --------------------------------------------------------------------------------- | -------------------------------------------- | --------------------------------------------------------------- |
| Кина           | 13 (1979, 1987, 1989, 1991, 1993, 1995, 1997, 1999, 2001, 2003, 2005, 2011, 2015) | 4 (1983, 2007, 2009, 2023)                   | 1 (1975)                                                        |
| Јапан          | 5 (1975, 1983, 2007, 2017, 2019)                                                  | 7 (1979, 1987, 1991, 1993, 2003, 2011, 2013) | 7 (1989, 1995, 1997, 1999, 2005, 2009, 2023)                    |
| Тајланд        | 3 (2009, 2013, 2023)                                                              | 2 (2017, 2019)                               | 3 (2001, 2007, 2015)                                            |
| Јужна Кореја   |                                                                                   | 7 (1975, 1989, 1995, 1997, 1999, 2001, 2015) | 10 (1979, 1983, 1987, 1991, 1993, 2003, 2011, 2013, 2017, 2019) |
| Казахстан      |                                                                                   | 1 (2005)                                     |                                                                 |